# プリンス・オブ・ウェールズ (空母)
プリンス・オブ・ウェールズ（英: HMS Prince of Wales, R09）は、イギリス海軍の航空母艦。クイーン・エリザベス級航空母艦の2番艦であり、同名の艦としては戦列艦「プリンス・オブ・ウェールズ」から数えて8代目になる。

## 艦歴

### 建造
2007年7月25日、デズ・ブラウン国防大臣は、38億ポンドで新型空母2隻を発注すると発表した。このニュースは政治家、労働組合に歓迎された。この時点では新型空母はスキージャンプ式飛行甲板を備え、艦載ヘリコプターのほかF-35のV/STOL型であるF-35Bを搭載する計画であった。
2008年12月11日、ジョン・ハットン国防相は、新型空母の就役が当初予定の2014年と2016年よりも1年か2年遅れると発表した。
2010年10月25日、同年の戦略防衛・安全保障見直しに伴い、イギリス海軍はクイーン・エリザベス級航空母艦2隻の同時現役運用を断念すると発表した。運用される空母を1隻にすることで、高騰するF-35のコスト76億ポンドを削減でき、「プリンス・オブ・ウェールズ」を、2018年に退役する揚陸ヘリ空母「オーシャン」の代替艦ともすることで、さらに6億ポンドの削減になると見積もられている。同時に艦載機がSTOVL機のF-35BからCTOL型のF-35Cに変更された。これに合わせて発艦方法がスキージャンプ方式から電磁式航空機発艦システム（EMALS，電磁式カタパルト）に変更され、対応する改修が行われた後、2019年にCTOL空母として就役することになった。11月25日には、『ガーディアン』紙電子版が、「プリンス・オブ・ウェールズ」がインド海軍に売却される可能性があると報じた。

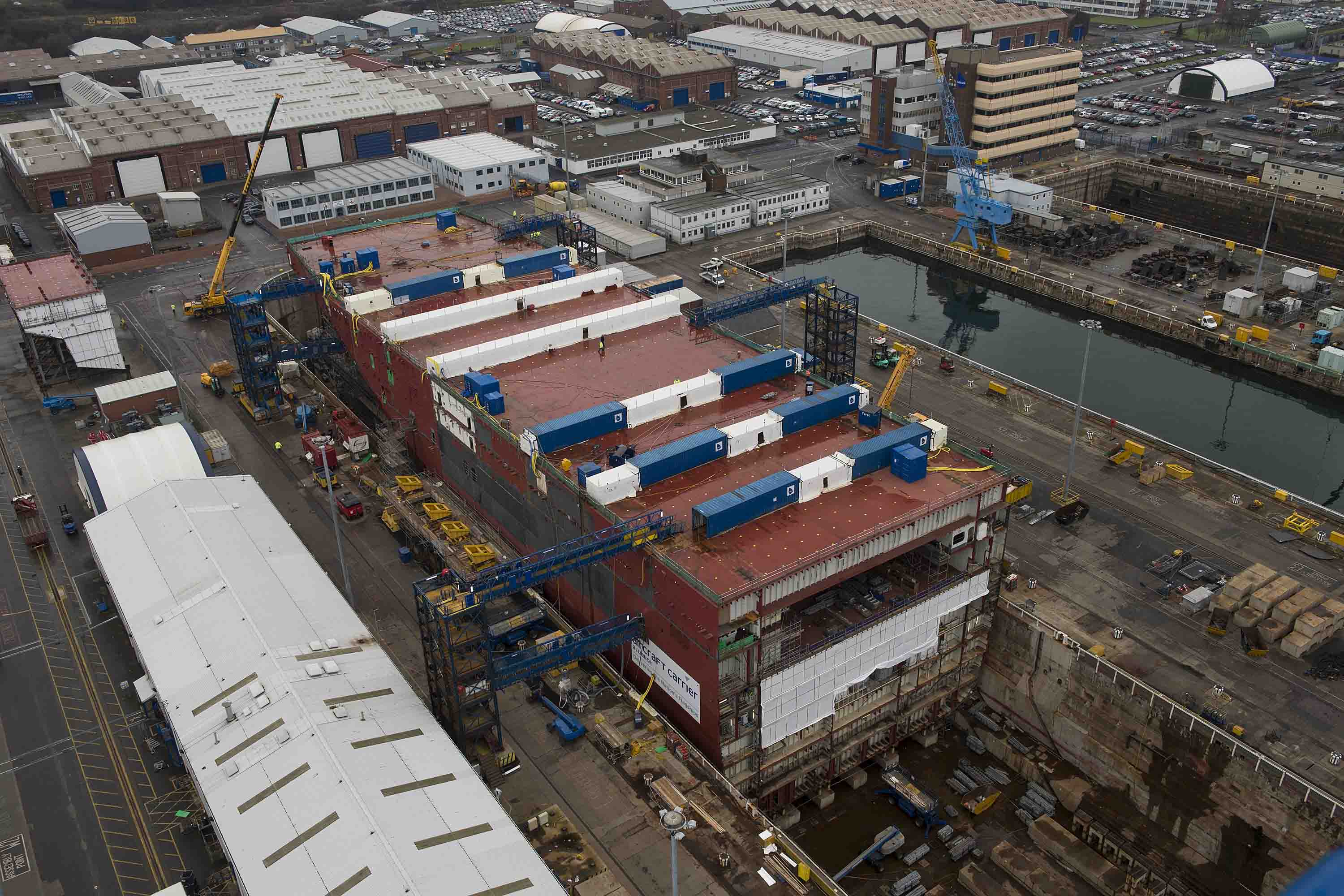
建造中の「プリンス・オブ・ウェールズ」（2014年12月、ロサイス造船所）

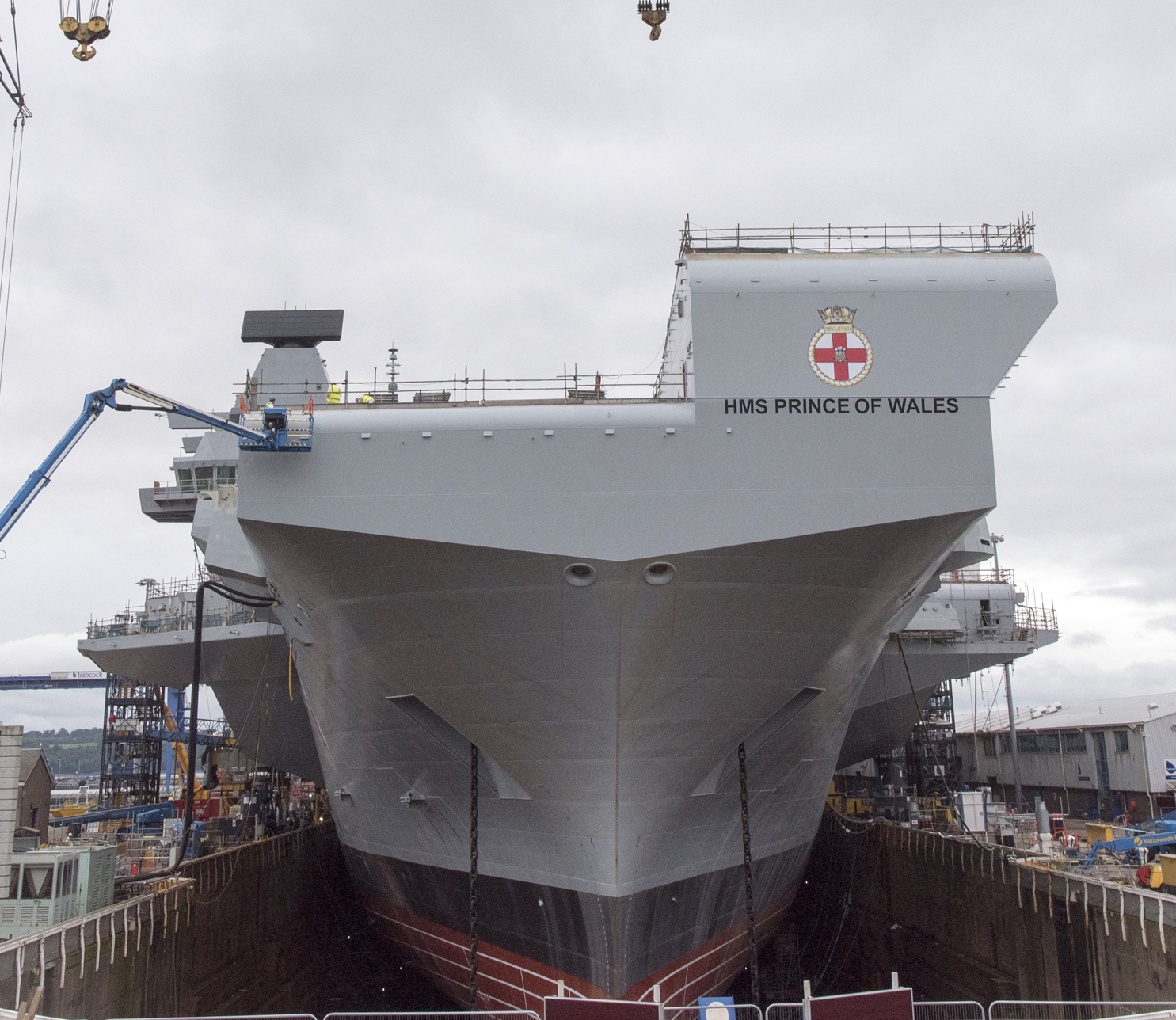
建造中の「プリンス・オブ・ウェールズ」（2017年8月）

2011年5月26日、「プリンス・オブ・ウェールズ」は起工した。建造は52のブロックに分割され英国内の6つの造船所で組み立てられた船体をロサイスで一つの船体に組み合わせる方式で行われた。
2012年5月10日、F-35Cの実戦配備もまた2023年まで遅れる見込みのため、イギリス政府は艦載機を再度F-35Bへ変更すると発表した。またフィリップ・ハモンド国防相は、STOVL型のF-35Bに変更されることにより、CTOL機向けの電磁式カタパルトやアレスティング・ワイヤーを装備しないことを示唆している。
2014年にウェールズで開催されたNATO首脳会議でデーヴィッド・キャメロン首相は完成した「プリンス・オブ・ウェールズ」を売却や予備役ではなく英国海軍で就役させると発表した。後に「2015年戦略防衛・安全保障見直し」で2隻ともが人員を充足してイギリス海軍で就役し、常時最低1隻を運用可能とする方針が示された。

### 進水、海上試験
2017年9月8日、ロサイス造船所でロスシー公夫人カミラによって進水し、正式に「プリンス・オブ・ウェールズ」と命名された。12月21日、建造ドッグより出渠し、艤装を受けるため近くの桟橋に移された。
「プリンス・オブ・ウェールズ」は2019年に海上試験を開始し、同年後半にも就役する予定だった。9月22日、フォース湾で海上試験が開始された。11月16日、拠点となるポーツマス海軍基地に初めて入港した。12月10日、ポーツマスで就役を祝う式典が行われ、式典にはチャールズ王太子夫妻が臨席した。
2020年5月に「軽微な」浸水事故を起こし、10月には消火装置から大量の水漏れを起こして電気配線が損傷し、修理のため8か月間のドック入りとなったため、F-35Bの訓練を目的としたアメリカ派遣がキャンセルとなった。
修理完了後、海上試験を再開するため2021年4月30日にポーツマスを出港した。10月、英国海軍は「プリンス・オブ・ウェールズ」が就役状態に完全移行したことを発表した。

### 海上任務
2021年10月、スコットランド沖で行われた国際演習に参加。同演習では姉妹艦「クイーン・エリザベス」との共同作戦を行った。
2022年1月1日よりNATO海上即応部隊の旗艦に就任。12か月間に任務にあたる予定だった。

### 損傷
2022年8月22日、「プリンス・オブ・ウェールズ」はアメリカ海軍および海兵隊、カナダ海軍とのアメリカ東海岸での演習航海「ウエストラント22（Westlant 22）」への参加、およびニューヨークで開催される国際会議「大西洋未来フォーラム」に参加するためポーツマスを出航した。8月29日、英国のサウスコースト演習海域で機器の異常が検知されたため、ワイト島沖のソレント海峡に停泊して調査を行った。調査の結果、右舷推進部の結合部や舵に損傷が見つかった。
演習航海は中止され、代わって「クイーン・エリザベス」が9月8日に出航した。なお、「ウエストラント22」で予定された、「プリンス・オブ・ウェールズ」のF-35Bの運用能力認定も延期された。この損傷を英国放送協会（BBC）は「アメリカへ演習に出発した直後に故障し、足を引きずりながら岸に戻ってきた」と揶揄した。「プリンス・オブ・ウェールズ」は10月12日からロサイス造船所に入渠し、当初は修理完了後の2023年春にはポーツマスに戻る予定だった。「クイーン・エリザベス」の部品取りにされているとの情報もあり、ベン・ウォーレス国防大臣が一時的な応急処置と釈明する事態となった。

### 運用再開
約9か月の修理と能力強化を経て、「プリンス・オブ・ウェールズ」は2023年7月21日に出渠し、7月28日には公式TwitterにCH-47が飛行甲板に着艦する画像を投稿。7月31日には映画『トップガン マーヴェリック』に登場する台詞をパロディした文書を投稿して、飛行甲板の運用を再開したことをアピールした。
2023年9月、英国海軍はWオートノミー・システムズ社と共同で、英仏海峡において「プリンス・オブ・ウェールズ」を舞台に様々な無人機を使用した補給活動の実証実験を行った。11月15日、ジェネラル・アトミックスASI社の無人機モハーヴェが「プリンス・オブ・ウェールズ」で離着艦訓練を行った。
2023年10月24日、大西洋上で演習航海「ウエストラント23（Westlant 23）」に関連してアメリカ海軍の第23試験飛行隊のF-35Bによる発着艦試験が行われた。
2024年2月12日、「プリンス・オブ・ウェールズ」は推進器の故障で参加できなくなった「クイーン・エリザベス」に代わってNATOのステッドファスト・ディフェンダー演習に英国空軍第617中隊のF-35Bsと第847海軍航空隊のAW159ヘリコプターを搭載して参加し、3月26日にポーツマスへ帰還した。

### オペレーション・ハイマスト
2025年4月から本艦を中心とした英空母打撃群（CSG 25）がインド太平洋地域に展開することが発表された。この遠征作戦は「オペレーション・ハイマスト」と名付けられ、本艦を中心に複数の駆逐艦やフリゲート、補給艦などで編成された艦隊で、ノルウェーやカナダ、スペイン海軍の艦艇も含まれる。参加規模はイギリス海軍から約2,500人、同空軍から約600人の要員が参加し、約8か月間にわたって、インド太平洋エリアを巡航する計画で、その間、日本やアメリカ合衆国、インド、シンガポール、マレーシアなど計12か国と演習を行うほか、各地に寄港し、日本にも寄港する予定である。その間の演習に参加するため、空母打撃群にはイギリス陸軍の将兵約900人も随行する。艦載機はF-35B戦闘機24機、ヘリコプター16機のほか、空母打撃群内の簡易的な物資移動に使用する、マルチコプタータイプのドローン「T-150」を今回の航海で初めて複数機搭載する。なお、F-35Bを運用する部隊については空軍の第617飛行隊「ダムバスターズ」と海軍の第809海軍航空隊「ザ・イモータルズ」になる予定。
同年4月22日、母港であるポーツマス港を出航した。今後は各種艦船と合流し、艦載機を収容したのち地中海を経由してインド洋に向かう予定。
同年5月5日から11日にかけて、イオニア海においてイタリア海軍の空母「カヴール」を中核としたイタリア空母打撃群と合同訓練を実施した。参加規模は艦艇21隻、潜水艦3隻、戦闘機41機、ヘリコプター19機、哨戒機10機が参加し、約8,000人の人員が関わる訓練で、主に両国の艦載機であるF-35B「ライトニングII」が、昼夜を問わない飛行訓練を実施したほか、空母打撃群の対ドローン防空能力なども訓練した。また、艦船および潜水艦に関してはターラントとシチリア島の間の海域で対潜戦訓練も実施した。
同年6月、インド海軍と共同訓練を実施した。なお、6月14日午後9時30分ごろ、本艦の艦載機であるF-35Bが、トリヴァンドラム国際空港に緊急着陸した。6月23日にシンガポールに寄港。
同年7月19日、オーストラリア沖でアメリカ海軍原子力空母「ジョージ・ワシントン」と合流した。その後、オーストラリア沖で行われた多国間演習「タリスマン・セイバー2025」に参加した。
同年8月4日から12日にかけて西太平洋において、英空母打撃群（CSG 25）のオーストラリア海軍ホバート級駆逐艦「ブリスベン」、スペイン海軍「メンデス・ヌニェス」、ノルウェー海軍フリゲート「ロアール・アムンセン」とともに日英米豪西諾共同訓練に参加する。日本の海上自衛隊からは護衛艦「かが」、「てるづき」、潜水艦が、米海軍から空母「ジョージ・ワシントン」、強襲揚陸艦「アメリカ」などが参加し、各種戦術訓練（対潜戦）、クロスデッキ、PHOTOEXを実施した。同訓練中の9日、本艦艦載機のF-35B戦闘機が「かが」に着艦した。米国以外の国が運用する戦闘機が「かが」に着艦するのは初。
その後、本艦は同年8月12日から28日にかけて米海軍横須賀基地に、8月28日から9月2日は東京国際クルーズターミナルに寄港する。

「Carrier Strike Group 2025」（CSG25）の編成は以下のとおり。
- イギリス海軍
  - 空母「プリンス・オブ・ウェールズ」（HMS Prince of Wales：R09）
  - 原子力潜水艦「アスチュート」（HMS Astute：S119）
  - ミサイル駆逐艦「ドーントレス（英語版）」（HMS Dauntless：D33）
  - フリゲート「リッチモンド（英語版）」（HMS Richmond：F239）
  - 補給艦「タイドスプリング」（RFA Tidespring：A136）、「タイドフォース（英語版）」（RFA Tideforce：A139）
- ノルウェー海軍
  - ミサイルフリゲート「ロアルド・アムンゼン」（KNM Roald Amundsen：F311）
  - 補給艦「マウド」（英語版）（HNoMS Maud：A530）
- スペイン海軍
  - ミサイルフリゲート「メンデス・ヌーニェス」（Méndez Núñez：F-104）※8月に離脱[49]
- ポルトガル海軍
  - フリゲート「バルトロメウ・ディアス（英語版）」（NRP Bartolomeu Dias：F333）※ジブラルタル海峡通過前に合流。
- カナダ海軍
  - フリゲート「ヴィル・ド・ケベック」（HMCS Ville de Québec：FFH332）8月に離脱[50]
- オーストラリア海軍
  - 駆逐艦「ブリスベン（英語版）」（HMAS Sydney：DDG 42）※8月に合流[51]

## ギャラリー

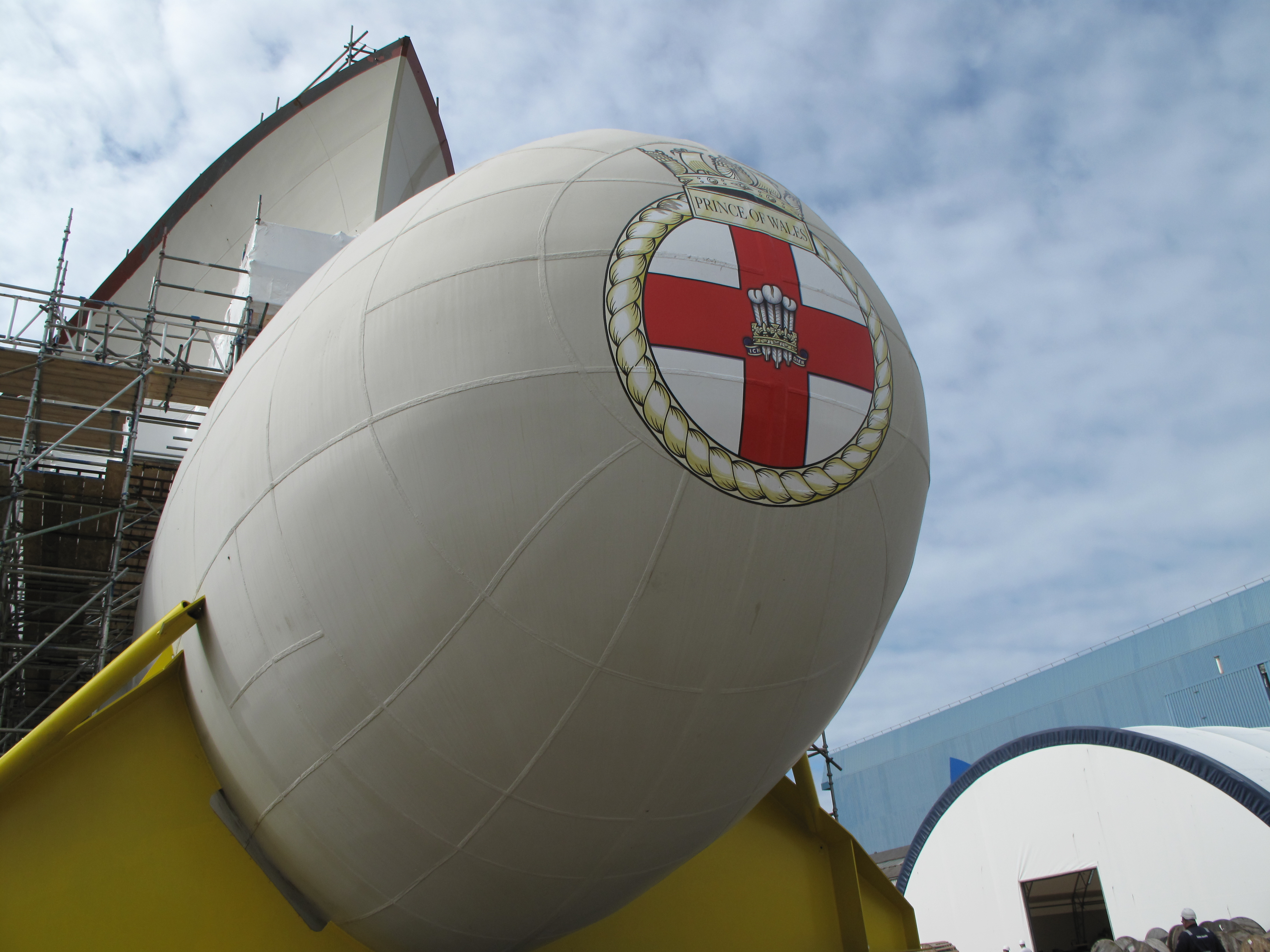
バルバス・バウ（2014年5月14日）
バルバス・バウ（2014年5月）